# 罗格·谢泼德
罗格·纽兰·谢泼德（英語：Roger Newland Shepard，1929年1月30日—）是美国认知科学家，是universal law of generalization（1987）的作者。他被认为是空间关系研究之父。他研究了mental rotation，并且是多维标度的发明者，这是一种用graphical form表示某些种类的统计数据的方法，可以被人类所理解。被称为Shepard tables的光学幻觉和被称为谢泼德音调的听觉幻觉都是以他的名字命名的。

## 生平
谢泼德于1929年1月30日出生在加利福尼亚州的帕罗奥图。他的父亲是斯坦福大学的材料科学教授。在儿童和青少年时期，他喜欢摆弄旧钟表，建造机器人，并制作规则多面体的模型。